# Bisdom Sora-Cassino-Aquino-Pontecorvo
Het bisdom Sora-Cassino-Aquino-Pontecorvo (Latijn: Dioecesis Sorana-Cassinensis-Aquinatensis-Pontiscurvi; Italiaans: Diocesi di Sora-Cassino-Aquino-Pontecorvo) is een in Italië gelegen rooms-katholiek bisdom met zetel in de stad Sora in de provincie Frosinone. Het bisdom staat als immediatum onder rechtstreeks gezag van de Heilige Stoel.

## Geschiedenis
Het bisdom Sora ontstond in de 3e eeuw en was destijds al een immediatum. Op 27 juni 1818 voegde paus Pius VII met de apostolische consititue De utiliori het bisdom Sora samen met het bisdom Aquino en Pontecorvo. Op 30 september 1986 werd het bisdom door de Congregatie voor de Bisschoppen met het decreet Instantibus votis hernoemd tot bisdom Sora-Aquino-Pontecorvo. Op 23 oktober 2014 werden door paus Franciscus met het Motu Proprio Ecclesia Catholica de 53 tot de abdij van Montecassino behorende parochies in het bisdom ingelijfd, waarop de naam werd veranderd in Sora-Cassino-Aquino-Pontecorvo.

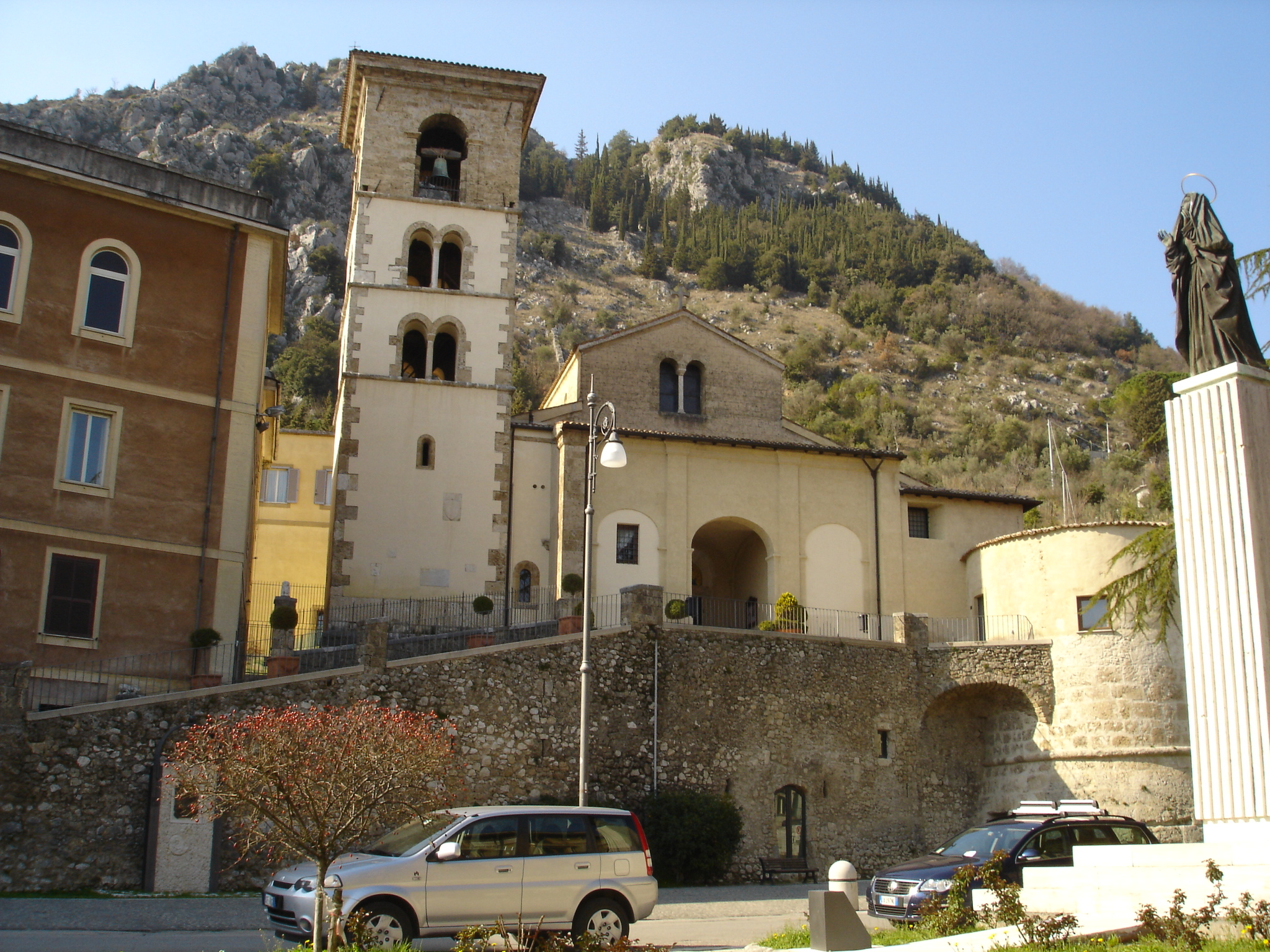
Kathedraal van Sora
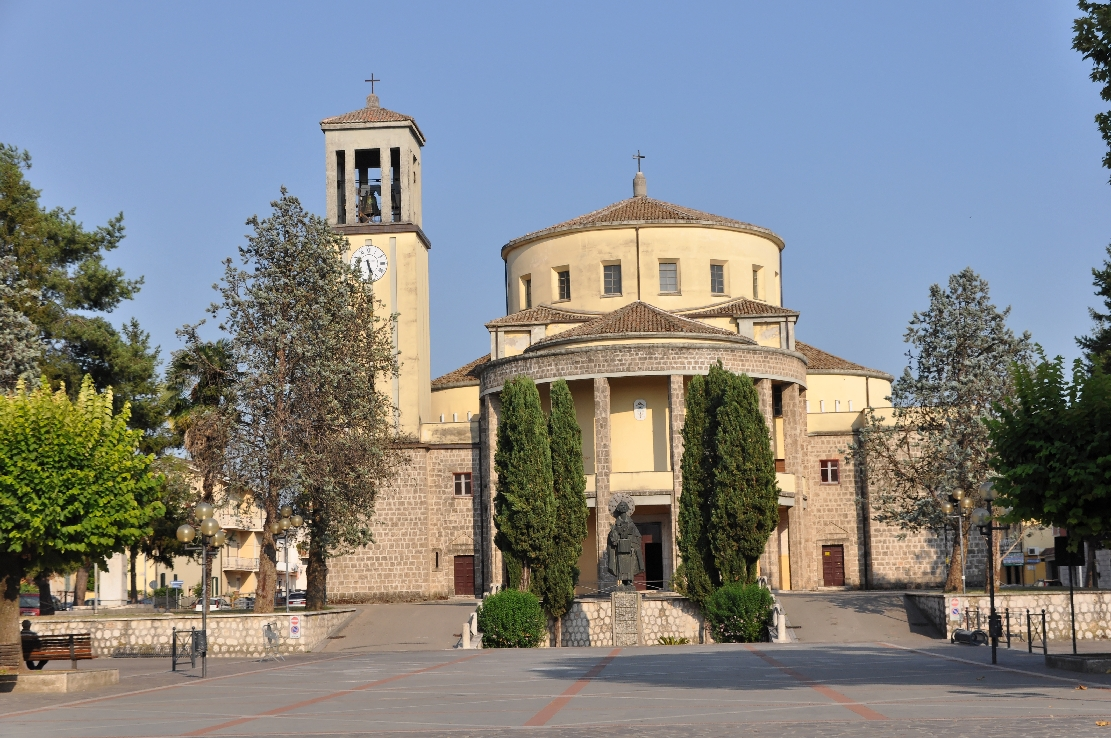
Cokathedraal van Aquino
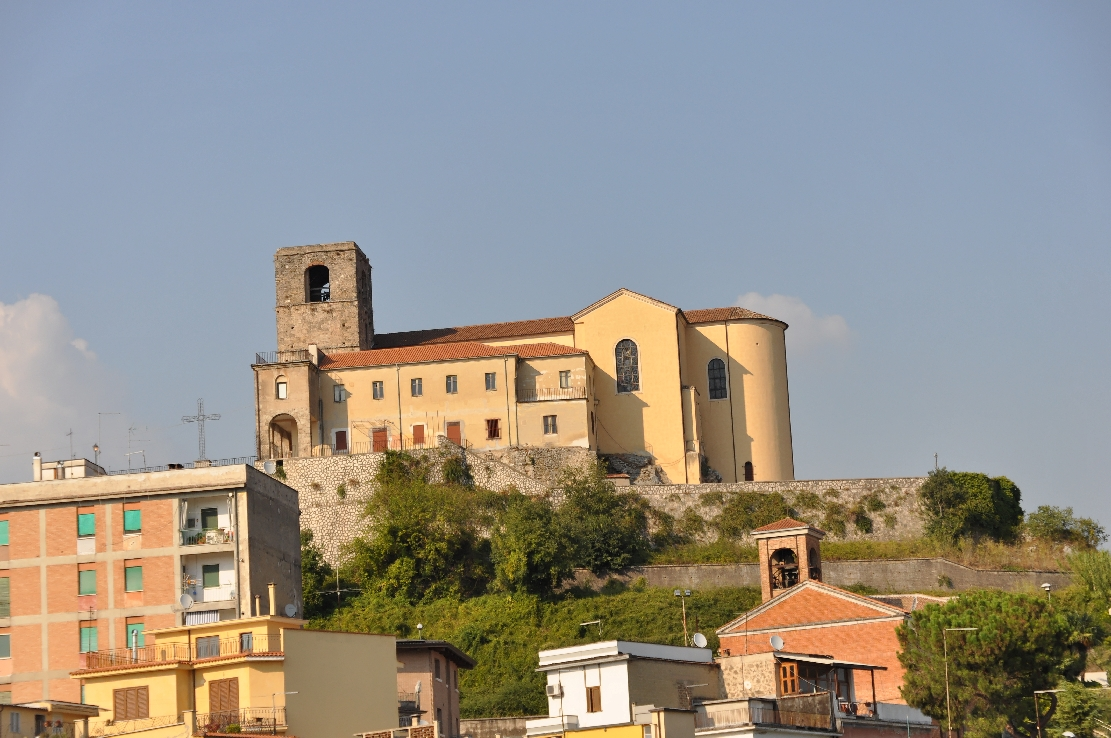
Cokathedraal van Pontecorvo